# Grundig
Grundig AG – niemiecki producent elektroniki użytkowej.

## Opis
Przedsiębiorstwo założył Max Grundig w Norymberdze w 1945 roku.
Historia przedsiębiorstwa zaczyna się w 1930 roku wraz z założeniem sklepu o nazwie Fuerth, Grundig & Wurzer (RVF), gdzie sprzedawano radioodbiorniki. W 1951 roku wyprodukowano pierwsze telewizory, a w 1960 roku pierwsze radiomagnetofony.
W 2003 roku spółka Grundig AG zbankrutowała.
W 2007 roku spółka Grundig Intermedia GmbH stała się częścią Arçelik A.Ş., producenta AGD należącego do Koç Holding, notowanego na giełdzie tureckiego holdingu z listy 200 największych przedsiębiorstw Magazynu Fortune. Arçelik jest tureckim przedsiębiorstwem, do którego należy 10 marek obecnych w ponad 130 krajach świata: Arçelik, Beko, Grundig, Blomberg, Elektra Bregenz, Arctic, Leisure, Flavel, Defy i Altus.
W latach 2011–2015 marka Grundig była partnerem technologicznym Niemieckiej Ligi Futbolu, a w 2013 zakupiła prawa do nazwania stadionu w Norymberdze.